# Judith Meulendijks
Judith Meulendijks (* 26. September 1978 in Helmond, Niederlande) ist eine niederländische Badmintonspielerin.

## Karriere
Judith Meulendijks nahm 2000 im Dameneinzel an Olympia teil. Sie verlor dabei in Runde 2 und wurde somit 17. in der Endabrechnung. 1997 war sie bereits Junioren-Europameisterin im Dameneinzel geworden. Mit der Mannschaft des SC Bayer 05 Uerdingen wurde sie als Legionärin 2002 und 2003 deutscher Meister.
Zur Saison 2012/2013 spielt sie wieder in Deutschland beim 1. BV Mülheim in der 1. Mannschaft.
Nach dem Finale der Dutch Open 2012 erklärte Judith Meulendijks in einem Interview danach, dass dieses ihr letztes Spiel bei einem internationalen Turnier gewesen sei.

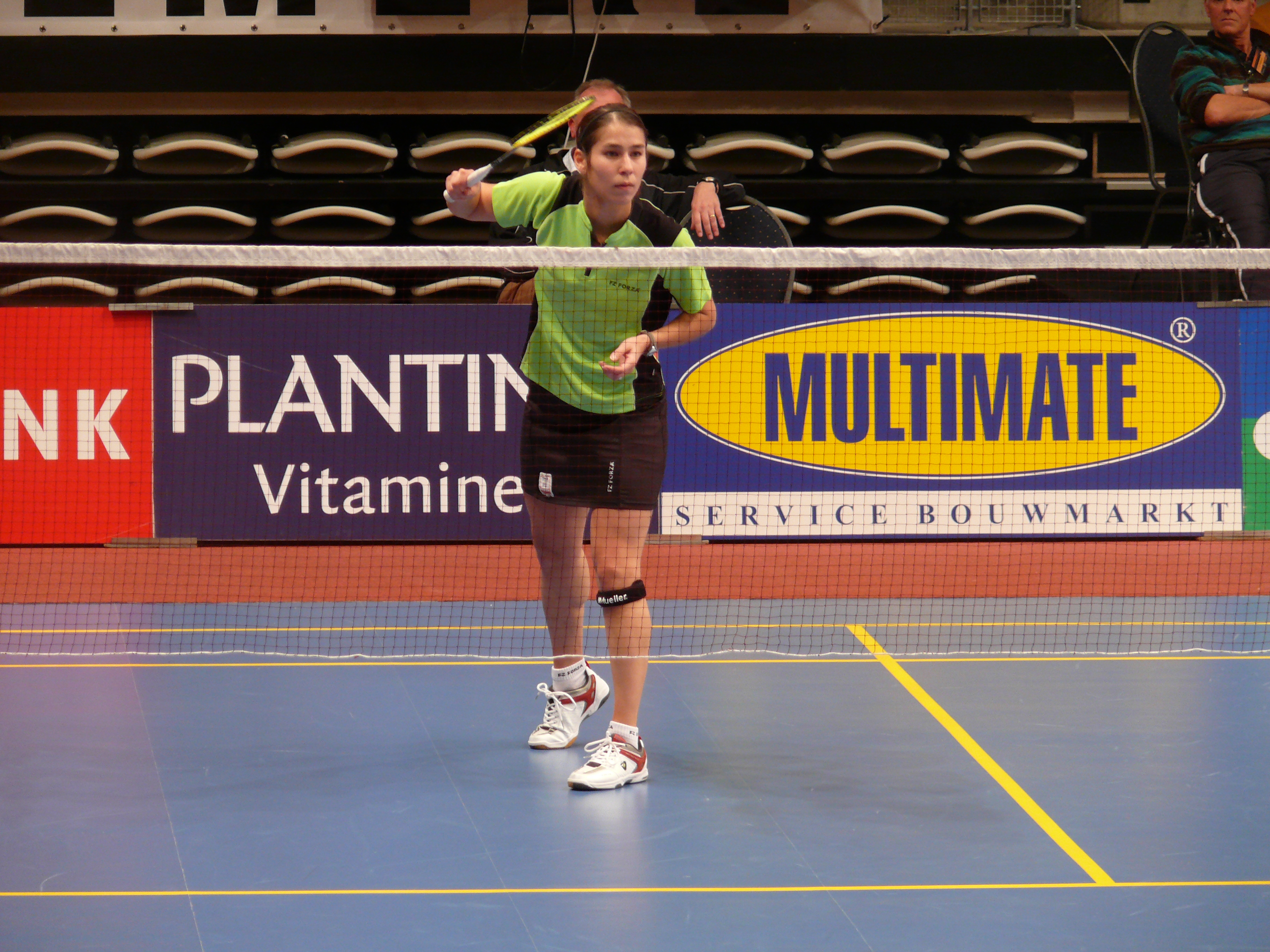
Judith Meulendijks

## Sportliche Erfolge
| Saison    | Veranstaltung                                   | Disziplin   | Platz | Name |
| --------- | ----------------------------------------------- | ----------- | ----- | --- |
| 1994      | Niederlande: Einzelmeisterschaften der Junioren | Damendoppel | 1     | Judith Meulendyks / Antoinette Achterberg |
| 1995      | Niederlande: Einzelmeisterschaften der Junioren | Mixed       | 1     | Dicky Palayama / Judith Meulendijks |
| 1996      | Niederlande: Einzelmeisterschaften              | Dameneinzel | 1     | Judith Meulendijks |
| 1997      | Austrian International                          | Dameneinzel | 1     | Judith Meulendijks |
| 1997      | Dutch Open                                      | Dameneinzel | 1     | Judith Meulendijks |
| 1997      | Junioren-Europameisterschaft                    | Dameneinzel | 1     | Judith Meulendijks |
| 1998      | Bitburger Open                                  | Damendoppel | 1     | Erica van den Heuvel / Judith Meulendijks |
| 1998      | Hongkong Open                                   | Dameneinzel | 5     | Judith Meulendijks |
| 1999      | Indonesian Open                                 | Dameneinzel | 5     | Judith Meulendijks |
| 2000      | Indonesian Open                                 | Dameneinzel | 5     | Judith Meulendijks |
| 2000      | Olympia                                         | Dameneinzel | 17    | Judith Meulendijks |
| 2000/2001 | Deutsche Mannschaftsmeisterschaft               | Mannschaft  | 3     | SC Bayer 05 Uerdingen (Simon Archer, Judith Meulendijks, Rune Massing, Nicole Grether, Chris Bruil, Rikke Olsen, Colin Haughton, Silke Gabriel, Kenneth Jonassen, Christine Skropke, Stephan Kuhl, Kristof Hopp, André Bertko, Jürgen Arnold)                       |
| 2001/2002 | Deutsche Mannschaftsmeisterschaft               | Mannschaft  | 1     | SC Bayer 05 Uerdingen (Kenneth Jonassen, Kristof Hopp, Chris Bruil, Rune Massing, Rikke Olsen, Nicole Grether, Colin Haughton, Judith Meulendijks, Erika van den Heuvel, Christine Skropke, Silke Gabriel, Simon Archer, Jürgen Arnold, André Bertko, Stephan Kuhl) |
| 2002/2003 | Deutsche Mannschaftsmeisterschaft               | Mannschaft  | 1     | SC Bayer 05 Uerdingen (Simon Archer, Rune Massing, Chris Bruil, Colin Haughton, Kenneth Jonassen, Stephan Kuhl, Kristof Hopp, André Bertko, Jürgen Arnold, Judith Meulendijks, Nicole Grether, Rikke Olsen, Silke Gabriel, Christine Skropke)                       |
| 2006      | Macau Open                                      | Dameneinzel | 1     | Judith Meulendijks |
| 2006      | Niederlande: Einzelmeisterschaften              | Damendoppel | 1     | Brenda Beenhakker / Judith Meulendijks |
| 2007      | Portugal International                          | Dameneinzel | 1     | Judith Meulendijks |
| 2007      | Niederlande: Einzelmeisterschaften              | Damendoppel | 1     | Brenda Beenhakker / Judith Meulendijks |
| 2010      | Spanish International                           | Dameneinzel | 2     | Judith Meulendijks |
| 2011      | Scottish Open                                   | Dameneinzel | 1     | Judith Meulendijks |
| 2011      | Strasbourg Masters                              | Dameneinzel | 2     | Judith Meulendijks |
| 2012      | French International                            | Dameneinzel | 1     | Judith Meulendijks |
| 2012      | French International                            | Damendoppel | 1     | Johanna Goliszewski / Judith Meulendijks |
| 2012      | Belgian International                           | Damendoppel | 2     | Johanna Goliszewski / Judith Meulendijks |
| 2012      | Niederlande: Einzelmeisterschaften              | Dameneinzel | 1     | Judith Meulendijks |
| 2012      | Dutch Open                                      | Dameneinzel | 2     | Judith Meulendijks |